# Neil Taylor
Neil John Taylor (* 7. února 1989 St Asaph) je velšský fotbalový trenér a bývalý profesionální fotbalový obránce, který hrál naposledy za anglický klub Middlesbrough FC. Mezi lety 2010 a 2019 odehrál také 43 utkání v dresu velšské reprezentace, ve kterých vstřelil jednu branku.
Po matce má indický původ.

## Reprezentační kariéra

### Wales
Taylor nastupoval za velšské mládežnické reprezentace U17, U19 a U21.
Svůj debut za velšský národní A-tým absolvoval 23. 5. 2010 v přátelském utkání v Osijeku proti reprezentaci Chorvatska (porážka 0:2). Se svým mužstvem se mohl v říjnu 2015 radovat po úspěšné kvalifikaci z postupu na EURO 2016 ve Francii (byl to premiérový postup Walesu na evropský šampionát). V závěrečné 23členné nominaci na šampionát nechyběl.

### Velká Británie
Byl členem sjednoceného reprezentačního výběru Velké Británie na Letních olympijských hrách 2012 v Londýně.